# Lago Winnipesaukee

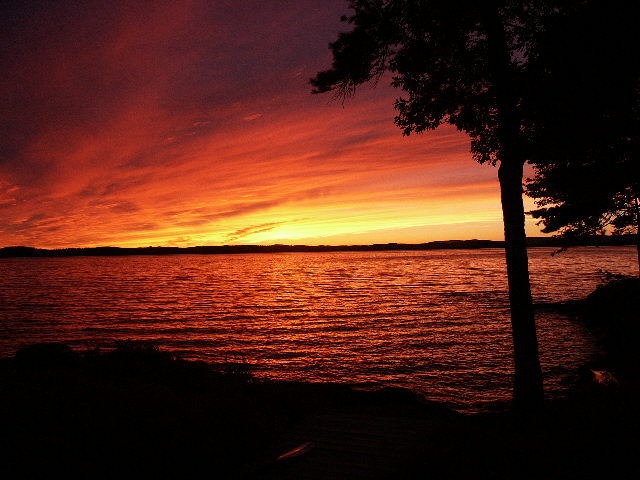
O pôr-do-sol do Lago Winnipesaukee

O Lago Winnipesaukee é o maior lago do estado de Nova Hampshire, nos Estados Unidos.